# Carla Sandoval
Carla Sandoval (Valdivia, Chile, 1982) es una pianista chilena de repertorio clásico.
Obtuvo su título universitario en “Intérprete superior de Piano" con distinción máxima, en el instituto de música de la Pontificia Universidad Católica de Chile. Más tarde realizó un Master of Arts in Music Performance, Piano, en la Haute Ecole de Musique de Genève con Elisabeth Athanassova. Posteriormente en el mismo establecimiento lleva a cabo un Master of Arts HES-SO en Pédagogie Musicale, disciplina principal Piano.
Se desempeñó como profesor en el conservatorio de Música de Ginebra. Ha sido galardonada con premios como: 
- Primer lugar y mejor performance de la obra común del concurso internacional "Claudio Arrau", Quilpué, Chile (1991)
- Segundo lugar del Concurso internacional "Santa Cecilia", Chillán, Chile. (1992)
- Primer lugar, categoría dúo sonata, del I Concurso de Música de Cámara de Valdivia, Chile (2003).
- Finalista en el año 2007 del concurso "Virtuoses du Futur" Crans Montana, Suiza.